# Георг Пфайффер
Георг Пфайффер (нім. Georg Pfeiffer; 5 травня 1890 — 28 червня 1944) — німецький офіцер, генерал артилерії вермахту. Кавалер Лицарського хреста Залізного хреста.

## Біографія
Син власника цукрової фабрики Карла Єна Пфеффера і його дружини Анни, уродженої Брендаль. В 1908 році поступив на службу в Прусську армію. Учасник Першої світової війни, командир батареї Лауенбурзького артилерійського полку № 20. В 1920 році був звільнений з армії, згодом поступив на службу в поліцію безпеки Брауншвейга.
1 жовтня 1935 року поступив на службу у вермахт, служив у штабі 32-го артилерійського полку. З 15 жовтня 1935 року — командир 2-го дивізіону 64-го артилерійського полку. З 12 жовтня 1937 року — командир 32-го артилерійського полку.
Учасник Польської кампанії. З 1 жовтня 1939 року — командир 105-го артилерійського командування. Учасник Французької кампанії. З 21 серпня 1940 по 29 січня 1943 року — командир 94-ї піхотної дивізії, з якою брав участь у боях на радянсько-німецькому фронті в складі 6-ї армії. Його дивізія відзначилась під час Сталінградської битви, захопивши елеватор, однак була практично повністю знищена в промисловому районі Сталінграда. 11 грудня 1942 року разом із вцілілими офіцерами штабу дивізії був евакуйований на трьох Heinkel He 111. Спочатку Пфайффер мав бути призначеним командиром 306-ї піхотної дивізії, однак згодом було вирішено призначити його «заступником головнокомандувача 6-ї армії за межами Сталінградської фортеці». В січні-лютому 1943 року командував 306-ю піхотною дивізією.
З 1 березня 1943 по 2 січня 1944 року — командир знову сформованої 94-ї піхотної дивізії. У квітні 1943 року дивізія була відправлена в Бретань, а потім — в Італію. 2 січня 1944 року здав командування і був відправлений в резерв.
З 20 травня 1944 року — командир 6-го армійського корпусу в складі 3-ї танкової армії. Під час операції «Багратіон» за 2 дні втратив майже весь особовий склад своїх чотирьох дивізії, однак продовжував командувати своїми бійцями, перебуваючи на передовій.
Загинув 28 червня 1944 року, обставини смерті досі невідомі. За однією з версій, його Kübelwagen пошкодили кулеметним вогнем і закидали гранатами, за іншою — Пфайффер загинув від вибуху авіабомби. В умовах запеклих боїв тіло генерала так і не знайшли.

## Звання
- Лейтенант (22 серпня 1910)
- Обер-лейтенант (25 лютого 1915)
- Гауптман (27 січня 1918)
- Майор поліції (1 квітня 1924)
- Оберст-лейтенант поліції (1934)
- Оберст-лейтенант вермахту (1 жовтня 1935)
- Оберст (1 серпня 1936)
- Генерал-майор (1 червня 1940)
- Генерал-лейтенант (1 червня 1942)
- Генерал артилерії (1 травня 1944)

## Нагороди
- Залізний хрест 2-го і 1-го класу
- Почесний хрест ветерана війни з мечами
- Медаль «За вислугу років у Вермахті» 4-го, 3-го, 2-го і 1-го класу (25 років)
- Застібка до Залізного хреста
  - 2-го класу (жовтень 1939)
  - 1-го класу (липень 1940)
- Німецький хрест в золоті (17 січня 1942)
- Медаль «За зимову кампанію на Сході 1941/42» (2 серпня 1942)
- Лицарський хрест Залізного хреста (16 січня 1943)
- Відзначений у Вермахтберіхт
  - «У важких оборонних боях командири генерал артилерії Мартінек і генерал артилерії Пфайффер, а також генерал-лейтенант Шюнеман, вірні присязі, прийняли героїчні смерть, б'ючись на чолі свого корпусу.» (3 липня 1944; посмертно)